# Alberto Corazón

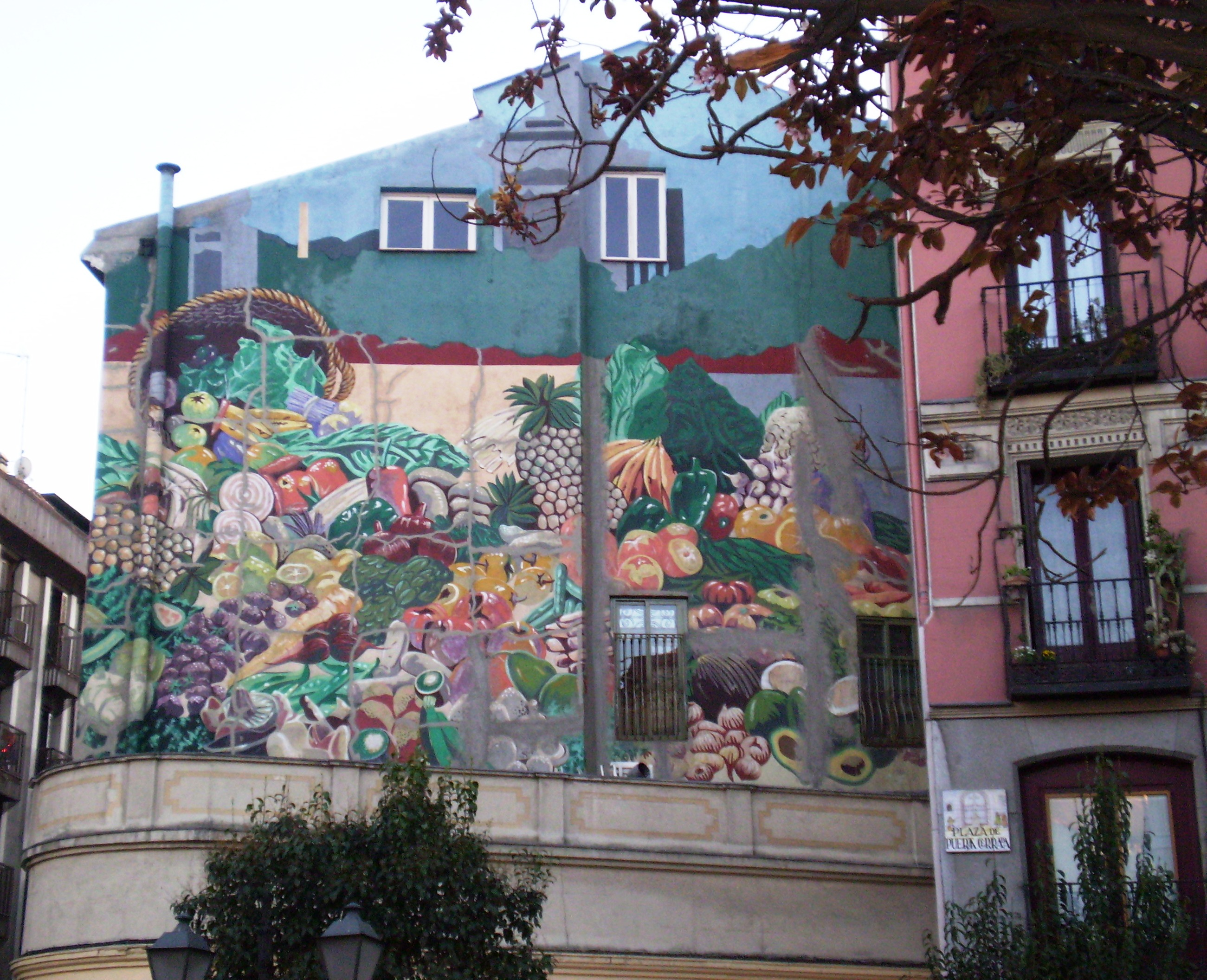
Uno de los murales y trampantojos que decoran el contorno de la plaza de Puerta Cerrada, en Madrid, desde 1983.

Alberto Corazón Climent (Madrid, 21 de enero de 1942- 10 de febrero de 2021) fue un diseñador, fotógrafo, escultor y pintor español. Algunos de sus más conocidos diseños representan los logotipos de instituciones y empresas españolas como la Biblioteca Nacional, Casa de América, Ministerio de Sanidad y Consumo, Junta de Andalucía, Universidad Autónoma de Madrid (UAM), Compañía Nacional de Teatro Clásico, ONCE,  Paradores, Renfe Cercanías, SGAE, Centro Cultural de la Villa de Madrid, etc. Fue fundador y presidente de la Asociación Española de Diseñadores Profesionales. En noviembre de 2006 ingresó en la Real Academia de Bellas Artes de San Fernando con la creación de la disciplina de diseñador en dicha institución. En 2018, el Consejo de Gobierno de La Rioja le distinguió como Riojano de Honor, la máxima condecoración que la comunidad autónoma de La Rioja concede a ciudadanos que, no gozando de la condición de riojanos, reúnen honores suficientes y méritos relevantes en beneficio de esta Comunidad.

## Trayectoria
Nacido en Madrid en 1942, entre 1960 y 1965 cursó en su Universidad estudios de Sociología y Ciencias Económicas mientras, a partir de su interés por el dibujo y la pintura, se iniciaba en el diseño gráfico, un capítulo insólito por no decir inexistente en esos últimos años del franquismo. En ese periodo fue «compañero de viaje» del PCE, aunque nunca militó; fue uno de los fundadores de la Editorial Ciencia Nueva y diseñó la portada de la revista Nuestra Bandera. Diseñó las portadas de la colección Ariel Quincenal para la editorial Ariel.  También presentó sus primeras exposiciones de pintura en Turín y en Milán.
Participó en los primeros pasos del “arte conceptual”, que en el inicio de la década de 1970 organizó en España la Galería Redor. Hizo sus primeras exposiciones en 'espacios alternativos' y continuó mostrando su obra en Europa (Italia y Alemania); también estuvo presente en la Bienal de Venecia de 1976 junto con Tàpies y el Equipo Crónica. Dos años después fue invitado en la Bienal de París para exponer en el Petit Palais junto con Antonio Saura. Su última aportación al «idea art» tuvo lugar en la Galería Alexander Iolas de Nueva York en 1979 con el proyecto antológico denominado Leer la Imagen 3.
En 1989 recibió el Premio Nacional de Diseño. En el campo internacional fue sucesivamente galardonado con los premios más considerados en el área de la Comunicación Visual —Arts Director Club de Nueva York, el British Design y el Design Council International— y reconocido por maestros del diseño como Otl Aicher. Su forma de proceder era la de un auténtico artesano, antes de realizar cualquier diseño se empapaba de información sobre la institución o empresa, la estudiaba a fondo, para llegar a una síntesis conceptual que le permitía diseñar los logos.
Dentro del trabajo de gestión artística profesional, además de presidir distintas entidades laborales y artísticas, ha sido Comisario Científico de la exposición Signos del Siglo: 100 años de diseño gráfico en España. Una encuesta realizada en 2000 por la revista profesional El Publicista le reconoce como el diseñador gráfico español más influyente del siglo XX.
En 2006 pronunció su discurso de ingreso en la Real Academia de San Fernando, titulado Palabra e Icono: Signos, Madrid. En 2007 realizó el pedestal para la última cabeza de Antonio Machado de la serie realizada por el escultor Pablo Serrano, que el 19 de junio de 2007 se instaló en los jardines de la Biblioteca Nacional de Madrid.
Como diseñador y artista conceptual desarrolló un trabajo variado, entre sus distintas facetas fue analista de los distintos logos de los partidos políticos en las elecciones de 2016.

### Antológicas y retrospectivas en elsigloXXI
Inició el siglo con una antológica en el Círculo de Bellas Artes de Madrid “Alberto Corazón, pinturas y esculturas 1992-2002”, que luego recorrió España. En 2003, estuvo presente en la muestra de “Arte Español para el Exterior”, organizada por SEACEX-Ministerio de Asuntos Exteriores español, con destino a instituciones culturales de Siria, Jordania e Irán. Presentó una Antológica en el IVAM en 2008 (mostrando su obra entre 1968 y 2008), que en el siguiente año viajó a museos asiáticos (Hanói y Shanghái). Ese mismo año de 2009, el Museo de Arte Contemporáneo de Madrid montó la retrospectiva, “Alberto Corazón. Plaza Mayor y otros trabajos conceptuales de los 70”. En 2013  la exposición antológica Trabajar con Signos. Diseños de Alberto Corazón, con su obra desde 1963 a 2013, recorrió diversos museos españoles. En 2015, el Espacio Fundación Telefónica le dedicó la exposición retrospectiva de su obra titulada “Alberto Corazón. Diseño: La energía del pensamiento gráfico. 1965-2015”.

## Obra

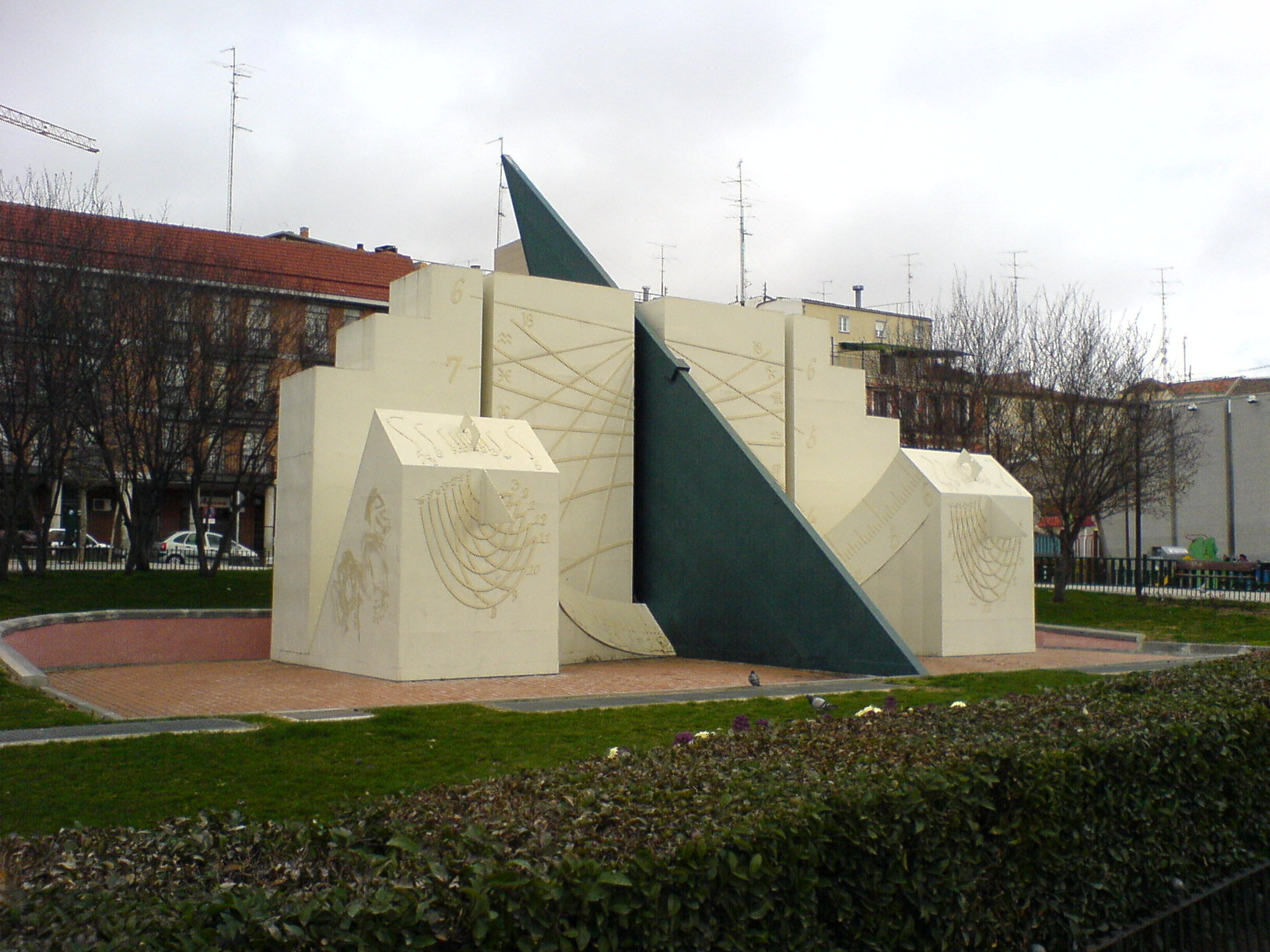
Conjunto de cuatro relojes de sol y dos relojes de luna en la Glorieta de la Puerta de Toledo de Madrid (España). En colaboración con Juan José Caurcel (inaugurado el 22 de marzo de 1988).

Corazón tiene obra escultórica pública en Madrid, Murcia, Alicante, Mallorca, Jerez, y en instituciones como el Museo Nacional Centro de Arte Reina Sofía, el IVAM (Institut Valencià d’Art Modern), el Museo de Bellas Artes de Bilbao o el Museo de Arte Contemporáneo de Madrid.

### Selección de publicaciones
- La Evolución de un Pictograma Alfabético,[12] (1985)
- Alberto Corazón, Pinturas & Esculturas,[13]
- Escritura suspendida, en las pinturas y esculturas de Alberto Corazón,[14] (2004)
- El bodegón habla de otras cosas,[15] (2005)
- Aire, fuego, tierra, agua,[16] (2007)
- Una mirada en palabras,[17] (2008)
- Una experiencia transversal,[18] (2011)
- Damasco Suite, somos imágenes,[19] (2011)
- ¿Es la memoria un cazador furtivo? La cesta de frutas de Caravaggio como pretexto.[20] (2013)

### Selección de logotipos

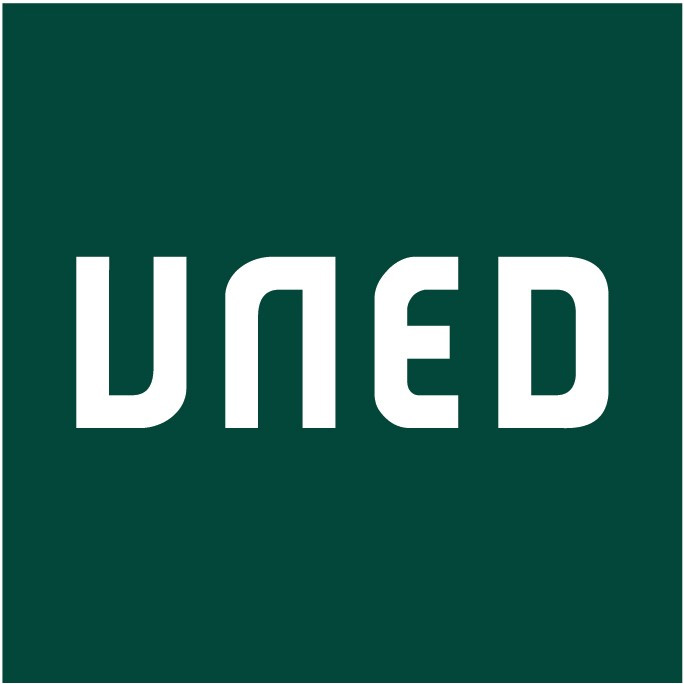
Logo para la Universidad Nacional de Educación a Distancia (UNED).
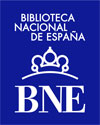
Logo de la Biblioteca Nacional de España.
Logo de Cercanías de RENFE (red española de ferrocarriles).

## Selección de premios
- Premio Nacional de Diseño (1989)
- Medalla de Oro del American Institute of Graphic Arts (Gold Medal Award. Arts Directors Club, Nueva York)[21]
- Gold award del The Designers Association of London.
- Premio del American Institute of Graphic Arts.
- Premio Aliance del Consejo de Europa
- Riojano de Honor de la comunidad autónoma de La Rioja (2018)[22]